# Cuori e denari
Cuori e denari è stato un programma televisivo italiano andato in onda su Canale 5 nell'estate del 1995, nella prima serata del sabato. Di genere varietà, era presentato da Alberto Castagna coadiuvato da Antonella Elia e Simona Ventura; valletta della trasmissione era Francesca Rettondini, presenza fissa quella del comico Maurizio Ferrini.
Il programma è andato in onda in un'unica edizione, trasmessa dal 30 giugno all'8 settembre 1995.

## La trasmissione
Registrato dentro la discoteca Peter Pan di Riccione, allestita per l'occasione come un transatlantico, Alberto Castagna presentava un varietà che aveva come protagonisti di ogni puntata sei persone comuni convinte a partecipare alla puntata direttamente dalle due inviate, Antonella Elia e Simona Ventura, che li assoldavano i passanti per le vie della cittadina. I sei concorrenti, equamente divisi tra maschi e femmine, venivano sottoposti quindi al "tunnel della bellezza" e quindi "sistemati" da una squadra di parrucchieri, stilisti e truccatori.
Durante la puntata, i sei dovevano superare diverse prove durante le quali mostravano la propria personalità, e decidere se giocare "per amore", in coppia con un altro dei concorrenti, o "per soldi", che in caso di vittoria avrebbe permesso loro di raddoppiare il montepremi e vincere, in aggiunta, un viaggio.
Chi giocava "per amore", invece, veniva sottoposto ad un quiz di affinità che si svolgeva con i due protagonisti sdraiati su due letti singoli, che ad ogni risposta esatta si avvicinavano sempre più fino a, in caso di vittoria, diventare un letto matrimoniale.

### Accoglienza e critiche
La trasmissione fu realizzata per una sola edizione; fu contestato, da parte dei critici televisivi, l'utilizzo di temi già trattati durante le precedenti stagioni da altre trasmissioni di Canale 5, come Il gioco delle coppie e lo stesso Stranamore portato al debutto da poco da Castagna.
Durante il periodo di trasmissione fece discutere la relazione tra il conduttore e Francesca Rettondini, valletta dello show, che causò la separazione di Castagna dalla moglie Maria Concetta Romano avvenuta proprio quell'estate; in particolare, destò scalpore la pubblicazione di una foto dei due in atteggiamenti intimi, ripresi dai paparazzi completamente nudi.

## Ascolti TV
| Puntata | Messa in onda    | Telespettatori | Share |
| ------- | ---------------- | -------------- | ----- |
| 1       | 30 giugno 1995   | 3.812.000      |       |
| 2       | 7 luglio 1995    | 3.353.000      |       |
| 3       | 14 luglio 1995   | 3.225.000      |       |
| 4       | 21 luglio 1995   | 2.913.000      |       |
| 5       | 28 luglio 1995   | 2.695.000      |       |
| 6       | 4 agosto 1995    | 2.664.000      |       |
| 7       | 11 agosto 1995   | 2.423.000      |       |
| 8       | 18 agosto 1995   | 3.213.000      |       |
| 9       | 8 settembre 1995 | 3.759.000      |       |
| Media   | Media            | 3 117 000      |       |